# Woskobłonka inkrustowanozarodnikowa
Artykuł ten został zgłoszony do umieszczenia na stronie głównej w rubryce „Czy wiesz”.
Pomóż nam go sprawdzić: oceń zgłoszoną nominację.
Woskobłonka inkrustowanozarodnikowa (Gloeocystidiellum convolvens (P. Karst.) Donk) – gatunek grzybów z rodziny skórnikowatych (Stereaceae).

## Systematyka i nazewnictwo
Pozycja w klasyfikacji według Index Fungorum: Gloeocystidiellum, Stereaceae, Russulales, Incertae sedis, Agaricomycetes, Agaricomycotina, Basidiomycota, Fungi.
Po raz pierwszy opisał go w 1882 r. Petter Adolf Karsten, nadając mu nazwę Corticium convolvens. Obecną, uznaną przez Index Fungorum nazwę, nadał mu w 1931 r. Marinus Anton Donk. Niektóre synonimy:
- Gloeopeniophorella convolvens (P. Karst.) Boidin, Lanq. & Gilles 1997
- Peniophora convolvens (P. Karst.) P. Karst. 1889
- Peniophora lundellii Litsch. 1938

Polską nazwę zaproponował Władysław Wojewoda w 2003 r.

## Morfologia
Owocnik
Rozpostarty, rozproszony, o średniej wielkości i grubości 0,1–0,5 mm, początkowo przyrośnięty, później dający się oderwać, u młodych okazów skórzasty, po wysuszeniu błoniasty. Powierzchnia biała do żółtawej, u starych okazów bladoochrowa. Brzeg zmienny, u młodych okazów mniej lub bardziej włókienkowaty i często z wąskimi, białymi, promieniście rozchodzącymi się pasmami strzępek. Hymenium gruzełkowate, pokryte gęstymi, półkulistymi brodawkami, które pod soczewką (50x) są aksamitne od wystających cystyd.
Cechy mikroskopowe
System strzępkowy monomityczny. Strzępki o szerokości 2-3 µm, bez sprzążek, niecyjanofilne; młode owocniki składają się z warstwy równoległych strzępek przy podłożu o grubości ok. 50 µm oraz warstwy gęsto połączonych, pionowych strzępek i elementów cystydowych, stare okazy są 2–3 warstwowe, z cienkimi poziomymi warstwami strzępek między warstwami. Wewnętrzna część brodawek hymenialnych zawiera liczne, silnie inkrustowane strzępki (lub cystydy) wypełniające otoczenie krystaliczną substancją.
Cystydy inkrustowane, liczne, stożkowato zwężające się, 40–50 × 6–12 µm, początkowo nagie i cienkościenne, następnie wierzchołkowo inkrustowane warstwą prostokątnych kryształów, inkrustacja ta czasami zanika w cystydach w starszych warstwach. Gleocystydy liczne, kręte, cienkościenne, 50–100 × 7–15 µm, wypełnione oleistą, ziarnistą, żółtawą protoplazmą z dodatnią reakcją na sulfowanilinę. Podstawki wąsko zgrubiałe, 20–25 (–30) x -5 µm, z 4 sterygmami, bez sprzążek u podstawy. Zarodniki elipsoidalne, brodawkowate, amyloidalne, 4–5,5 × 2,5–3,5 µm.

## Występowanie i siedlisko
W Polsce do 2003 r. jedyne stanowisko podał Stanisław Domański w Bieszczadach, ale w późniejszych latach podano wiele następnych.
Nadrzewny grzyb saprotroficzny występujący na martwym drewnie drzew iglastych i liściastych, na opadłych pniach i gałęziach.